# Hyposemansis albipuncta
Hyposemansis albipuncta là một loài bướm đêm trong họ Erebidae.